# Eliezer Rincones
Eliezer Rincones,es un deportista venezolano de la especialidad de esgrima quien fue campeón de Centroamérica y del Caribe en Mayagüez 2010 y campeón suramericano en Medellín 2010.

## Trayectoria
La trayectoria deportiva de Eliezer Rincones se identifica por su participación en los siguientes eventos nacionales e internacionales:

### Juegos Suramericanos
Fue reconocido su desempeño como parte de la selección de  Venezuela en los juegos de Medellín 2010.

#### Juegos Suramericanos de Medellín 2010
Su desempeño en la novena edición de los juegos, se identificó por un total de 2 medallas:

- , Medalla de oro: Esgrima Sable Equipo
- , Medalla de bronce: Esgrima Sable Individual Hombres

### Juegos Centroamericanos y del Caribe
Fue reconocido su triunfo de ser el esgrimidor con el mayor número de medallas de la selección de  Venezuela 
en los juegos de Mayagüez 2010.

#### Juegos Centroamericanos y del Caribe de Mayagüez 2010
Su desempeño en la vigésima primera edición de los juegos, se identificó por ser el esgrimidor con el mayor número de medallas entre todos los participantes del evento, con un total de 2 medallas:

- , Medalla de oro: Equipo
- , Medalla de oro: Individual